# 今井清 (バーテンダー)
今井 清（いまい きよし、1924年4月28日 - 1999年1月28日）は、日本のバーテンダー。ミスター・マティーニと称される。
石川県羽咋市出身。1939年より東京會舘に勤め、本多春吉に師事。後に酒場主任を務める。
パレスホテル（現・パレスホテル東京）のメインバーである「ロイヤルバー」の設計は今井の手によるものである。今井はパレスホテルの初代チーフバーテンダーを務めた。
ジンを冷蔵庫に入れて冷やしておくことで、ジンそのものの味を残しつつ冷たいマティーニを作る手法を考案したのは今井である。
1999年、脳腫瘍のため死去。

## 著作
- たのしむカクテル:入門から創作まで （梧桐書院、1986年、ISBN 978-4340012046）

翻訳
- ラルース カクテル事典 （ジャック・サレ著、同朋舎出版、1986年、ISBN 978-4810405231）

共著
- カクテル小事典:ハイボールからネグローニまで （福西英三、池田書店、1967年）
- カクテルブック （ナツメ社、1988年、ISBN 4-8163-0667-6）

監修
- 楽しく味わう カクテル・ノート （フランセ著、池田書店、1990年、ISBN 4-262-12803-2）
- カクテル・カタログ 日本と世界のカクテル242 （成美堂出版、1994年、ISBN 4415040292）
- カクテル・カタログ1996 日本と世界のカクテル333 （成美堂出版、1996年、ISBN 441504090X）
- カクテル・カタログ1997 日本と世界のカクテル400 （成美堂出版、1997年、ISBN 978-4415041483）

## 参考書籍
- 枝川公一『日本マティーニ伝説: トップ・バーテンダー今井清の技』小学館、2001年。ISBN 9784094051711。

| スタブアイコン | サブスタブ | この項目は、まだ閲覧者の調べものの参照としては役立たない、人物に関連した書きかけの項目です。この項目を加筆・訂正などしてくださる協力者を求めています（P:人物伝/PJ:人物伝）。 |